# Pterastericola pellucida
Pterastericola pellucida är en plattmaskart som beskrevs av Jondelius 1989. Pterastericola pellucida ingår i släktet Pterastericola, och familjen Pterastericolidae. Arten är reproducerande i Sverige.